# César Malens
César Malens, né le 17 janvier 1829 à Anneyron et mort le 2 février 1888 à Grenoble, est un homme politique français.

## Biographie
Avocat à Valence, il s'oppose à l'Empire et dirige un journal libéral, l’Indépendance de la Drôme. Après le 4 septembre 1870, il est membre de la commission chargée d'administrer le département. Il est élu représentant de la Drôme en 1871, et siège à la Gauche républicaine. Il est sénateur de la Drôme de 1876 à 1885 et secrétaire du Sénat. En 1871, il est conseiller général du canton de Saint-Paul-Trois-Châteaux, et président du conseil général.

## Sources